# Västra Fågelviks församling
Västra Fågelviks församling är en församling i Nordmarkens pastorat i Västra Värmlands kontrakt i Karlstads stift. Församlingen ligger i Årjängs kommun i Värmlands län.

## Administrativ historik
Församlingen har medeltida ursprung. Namnet var före den 1 januari 1886 (namnet ändrades enligt beslut den 17 april 1885) Fågelviks församling.
Församlingen var till 1 maj 1918 annexförsamling i pastoratet Holmedal, Karlanda, Töcksmark, Östervallskog och Västra Fågelvik. Från 1 maj 1918 till 2014 var församlingen annexförsamling i pastoratet Töcksmark, Östervallskog och Västra Fågelvik. Från 2014 ingår församlingen i Nordmarkens pastorat.

## Kyrkor
- Västra Fågelviks kyrka